# Université de Johannesbourg
L'université de Johannesbourg est une université située à Johannesbourg en Afrique du Sud. 

## Histoire
Elle est créée en 2005 par la fusion de plusieurs institutions universitaires dont la Rand Afrikaans University. Elle accueille environ 50 000 étudiants.

## Étudiants notables

### Politique
- Aletta Norval (1960-), théoricienne politique sud-africaine
- Marthinus Van Schalkwyk, homme politique afrikaner, ministre à plusieurs reprises dans les années 2000.

### Sportifs
- Chris Froome, cycliste, vainqueur du Tour de France à plusieurs reprises
- Theuns Kotzé, joueur de rugby de Namibie
- Jaco Kriel, joueur de rugby sud-africain
- Shireen Sapiro, nageuse paralympique
- Francois Uys, joueur de rugby sud-africain
- Irvette van Zyl, spécialiste féminine des courses de fond
- Jano Vermaak, joueur de rugby sud-africain
- Francois Pienaar, joueur de rugby, capitaine des Springbok

### Scientifiques
- Patience Mthunzi-Kufa, physicienne sud-africaine
- Robin Rhode, artiste sud-africain

### Autres personnalités
- Turiya Magadlela, artiste sud-africaine.
- Tebogo Mashego, entrepreneuse sud-africaine dans le domaine de la métallurgie.
- Nompumelelo Ngoma, artiste sud-africaine.

## Professeurs notables
- Jane Catherine Ngila, scientifique kényane, directrice du département de chimie de l'université
- Wole Soyinka, écrivain et metteur en scène nigérian, prix Nobel
- Bettine van Vuuren, professeur de zoologie sud-africaine